# Gaston Save
Pour les articles homonymes, voir Save.
Gaston Save, né le 22 août 1844 à Saint-Dié et mort le 21 juillet 1901 à Nancy, est un peintre, graveur, illustrateur, historien et archéologue français.

## Biographie

### Études et formation d'artiste
Fils de Louis-Étienne-Onésime Save, garde-général puis sous-inspecteur des Eaux et Forêts d'origine nivernaise, et de Sophie-Julie-Amélie Zetter, fille de Daniel Zetter, fabricant de tissus d’origine mulhousienne, Gilbert Daniel Gaston Save naît en 1844 à Saint-Dié-des-Vosges.
Il montre un précoce talent de dessinateur en réalisant notamment des caricatures de ses professeurs du collège de Saint-Dié ou encore des vues pittoresques des environs de cette ville. Gaston Save aurait cependant dû suivre l'exemple paternel en devenant fonctionnaire des Eaux et Forêts.

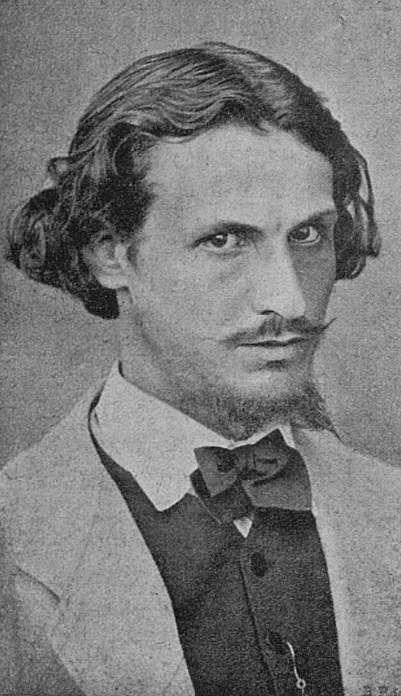
Gaston Save en 1869 à l'âge de 25 ans.

Il découvre les milieux artistiques parisiens à l'occasion de la préparation de son baccalauréat au collège Sainte-Barbe, il décide alors de se consacrer aux beaux-arts. Il entre à l'École des beaux-arts de Paris dans l'atelier de Charles Gleyre et expose dès 1870 au Salon, où il obtient une médaille de bronze. À la suite d’une convalescence (il survit à la scarlatine en 1864), son activité s'élargit à l'étude de l'histoire et des Lettres. Jeune rapin parisien aux idées radicales, Save s'engage en 1871 aux côtés de la Commune de Paris. Ayant réussit à échapper à la répression, il doit s'exiler à Bâle, en Suisse de 1871 à 1873, puis à Strasbourg de 1874 à 1876. Il illustra d'ailleurs le témoignage d'un autre communard, Achille Ballière.

### De retour d'exil
De retour à Saint-Dié-des-Vosges, Gaston Save s'illustre en tant que peintre, historien et défenseur des monuments historiques lorrains. En collaboration avec le Strasbourgeois Barreau, il réalise la décoration murale de la salle des fêtes de l’hôtel de ville entre 1878 et 1979 (détruite en 1944).

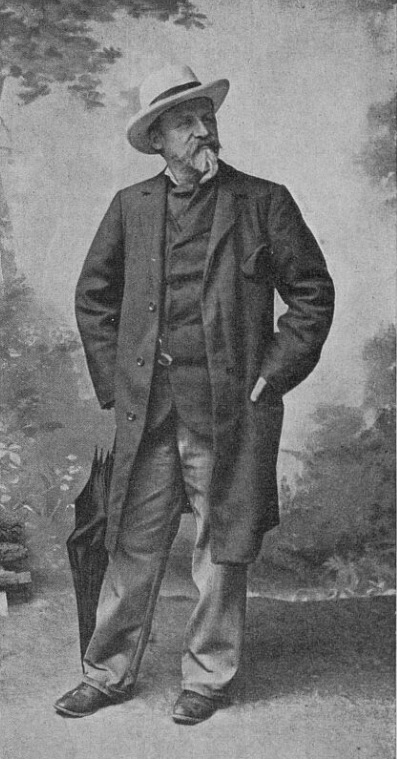
Gaston Save vers 1900.

Passionné d'histoire locale, à la suite de son grand-père Zetter, industriel d'origine mulhousienne, il participe aux travaux de plusieurs sociétés savantes. Il devient membre en 1877 de la Société philomatique vosgienne, fondée à Saint-Dié deux ans auparavant, puis, en 1885, de la Société d’archéologie lorraine, dont les publications, ainsi que d'autres revues telles que la Lorraine artiste, publièrent de nombreuses études et illustrations de l’artiste et érudit déodatien. Défenseur du patrimoine lorrain, Save fait plusieurs donations au musée de Saint-Dié, participe dès 1897 au comité du Musée historique lorrain de Nancy, et, outre les fouilles et les recherches qu'il mène sur les principaux sites historiques de la région, effectue les travaux de restauration des cathédrales de Saint-Dié et Nancy, ainsi que des églises de Malzéville et Saint-Clément, dont il restaure les fresques avec beaucoup de liberté et d'inventivité.
Il est également le biographe de plusieurs artistes locaux, comme le miniaturiste Jacques Augustin. Une partie de ses recherches historiques est aujourd'hui considérée comme fantaisiste, notamment sa théorie selon laquelle Jeanne des Armoises aurait été la vraie Jeanne d'Arc sauvée du bûcher (Jehanne des Armoises, Pucelle d'Orléans, Nancy, 1893).
Fidèle à ses convictions politiques avancées, il fonde un journal intitulé Le Patriote vosgien, Journal républicain progressiste à l'occasion des élections législatives d'août 1881, afin de manifester son soutien à la candidature d'un radical, le commandant Rovel, contre les républicains opportunistes Jules Ferry et Joseph-Albert Ferry (ce dernier, maire de Saint-Dié, étant soutenu par Émile Erckmann). La publication cesse à la mort de Rovel, en juillet 1882.
Installé à Nancy depuis les années 1880, où il réalise notamment des décors de théâtre, Gaston Save meurt le 20 juillet 1901 d'une crise cardiaque.

## Œuvres

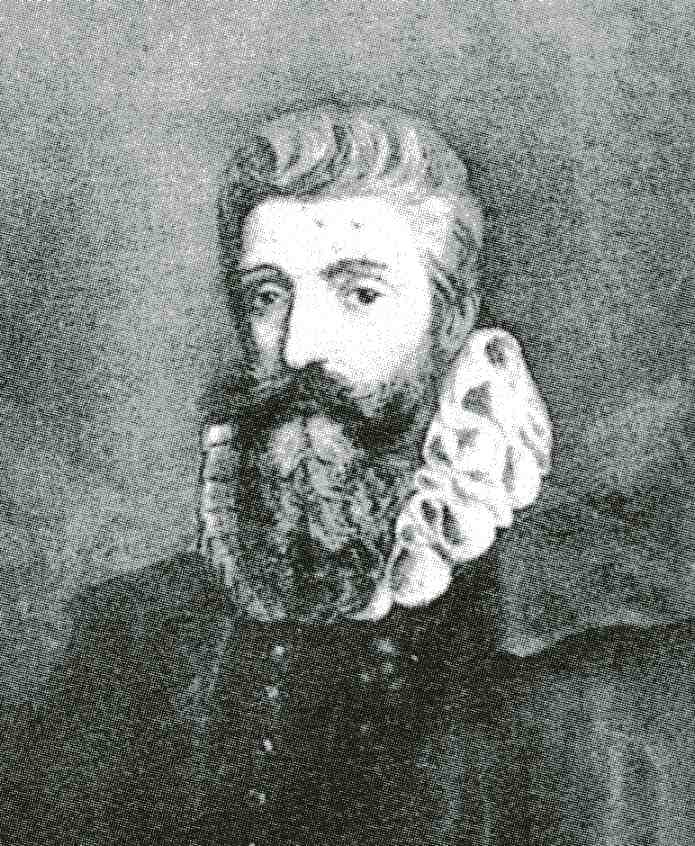
Portrait de Vautrin Lud (vers 1878-1879)[4].
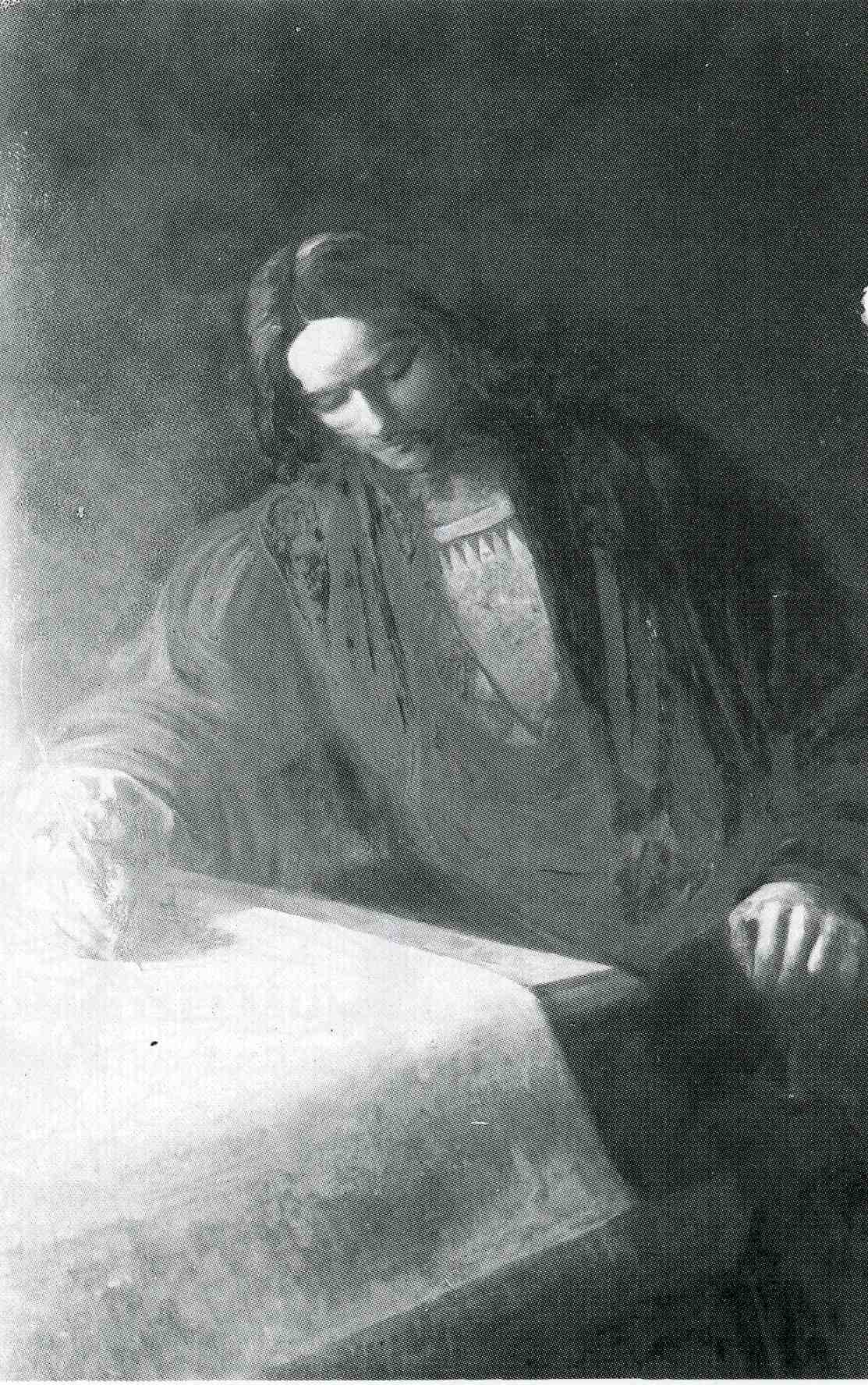
Portrait de Martin Waldseemüller (vers 1878-1879), anciennement au théâtre de Saint-Dié-des-Vosges[5].

## Publications principales

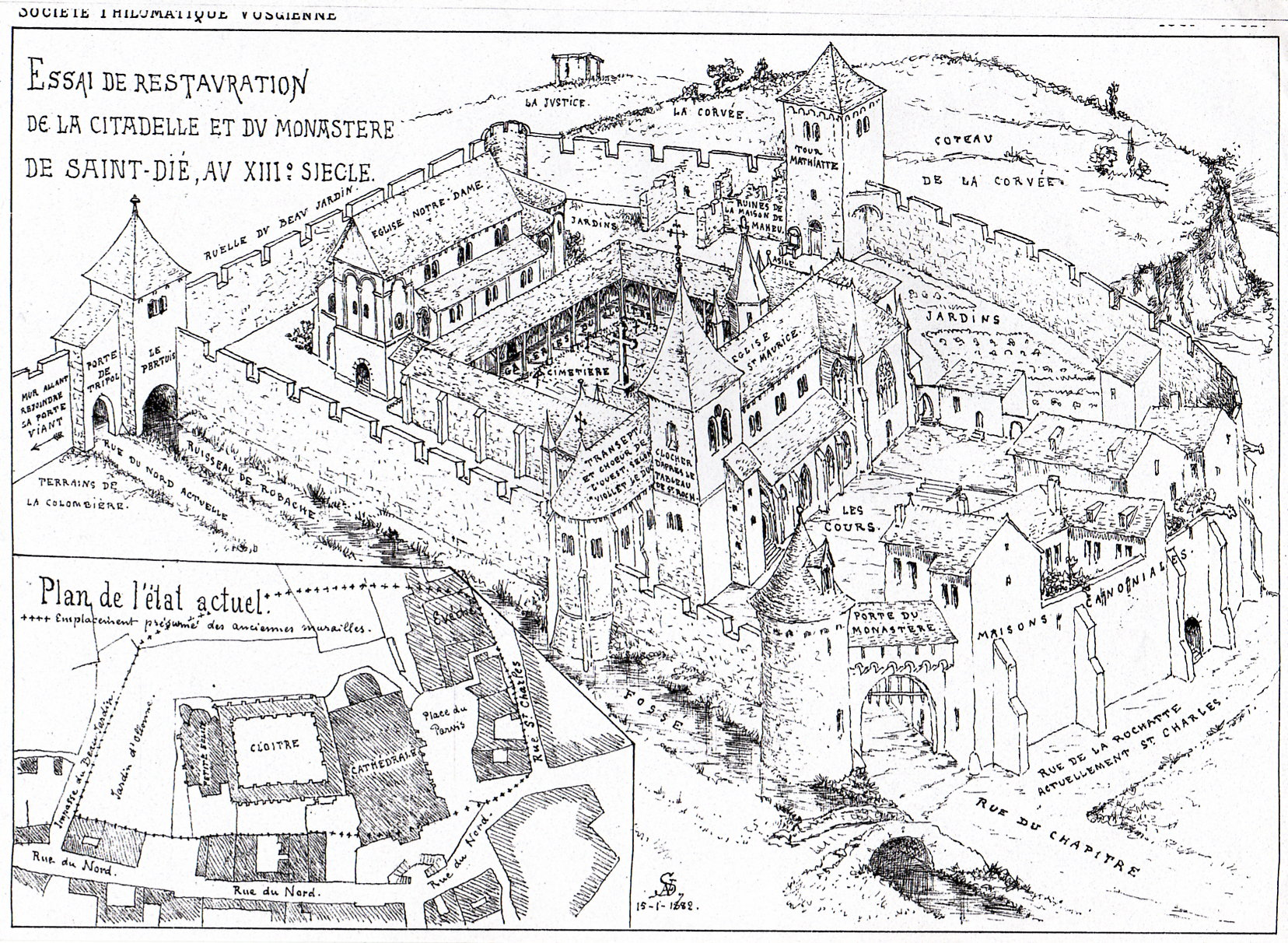
Vue restitutive de Saint-Dié au XIIIe siècle (1881).

Gaston Save a publié une énorme quantité de petits articles dans les principales publications savantes lorraines de son époque : Société philomatique de Saint-Dié, Sociétés artistiques de l'Est, Société d'archéologie lorraine et surtout La Lorraine artiste dont il est l'un des contributeurs les plus assidus.
- Gaston Save, Jeanne des Armoises, pucelle d'Orléans : essai sur la question, Nancy, Crépin-Leblond, 1893, 31 p. (lire en ligne)
- Les restes du Téméraire sont-ils à Bruges ou à Nancy ? , A. Voirin et L. Kreis, Nancy, 1894, lire en ligne sur Gallica.
- Gaston Save, Antiquités de Saint-Dié, Nancy, Crépin-Leblond, 1896, 32 p.
- Gaston Save, Jean Pèlerin le Viateur, chanoine de Saint-Dié, de Nancy et de Toul, auteur de La perspective artistique de 1505 (1445-1524), Saint-Dié, L. Humbert, 1897, 95 p.

## Archives
L’Auraria Library de l'Université de Denver (Colorado) possède un fonds « Gaston de Save » constitué de la correspondance, des manuscrits, des publications, des dessins et des notes personnelles de Save, légués à cette institution par le gendre américain de l'artiste.